# Wieża Mestwina
Wieża Mestwina, także Mściwoja – baszta z XIII wieku na terenie Starego Miasta w Chełmnie, wpisana do rejestru zabytków nieruchomych województwa kujawsko-pomorskiego.

## Historia
Wieża Mestwina zwana też Wieżą Mściwoja to najprawdopodobniej najstarszy zachowany obiekt w Chełmnie, będący ocalałą częścią byłej warowni krzyżackiej. Znajduje się na terenie Zespołu Klasztornego przy kościele św. Janów. Główna sala wieży, o sklepieniu krzyżowo-żebrowym znajduje się na I piętrze.
Z pierwotnej strażnicy, którą tworzyły dwie czworoboczne ceglane baszty, znajdujący się między nimi budynek mieszkalny i mury obwodowe wykraczające nawet poza teren dzisiejszego klasztoru sióstr miłosierdzia, zachowała się tylko Wieża Mestwina, przylegająca do budynków klasztornych. Resztki drugiej baszty i domu mieszkalnego zostały wmurowane w późniejsze obiekty klasztorne już w 2. poł. XIII w., kiedy miejsce to zostało przekazane cysterkom.
Nazwa wieży wywodzi się od księcia pomorskiego Mestwina, który, wracając z jednej z łupieżczych wypraw, podarował cysterkom chełmińskim wieś Grabowo. W podzięce, gdy Krzyżacy ostatecznie przekazali strażnicę na własność zakonnicom, te nadały jej imię owego księcia.
Prawdopodobnie w wieży jako zakładnik przetrzymywany był Mściwoj II.
Wieża Mestwina jest rzadkim w północnej Polsce przykładem zachowanej gotyckiej wieży mieszkalnej.